# HW-01D
キッズケータイ HW-01D（エイチダブリュー　ぜろいち　ディー）は、華為技術日本によって開発されたNTTドコモの第3世代移動通信システム（FOMA）端末である。
ドコモの子ども向け端末、キッズケータイの第5弾である。

## 概要
子ども向け安心端末であることから、必要な機能として、通話・防犯ブザー・GPS等の安心に必要な機能だけを簡単に操作できるようになっている。さらに、防水（IPX5／X7）、防塵（ぼうじん）（IP5X）に対応し、強化プラスチックウィンドウと、傷がつきにくい硬度9H9のスーパーハードコーティングを液晶部分に採用している。
綜合警備保障（ALSOK）の『子ども向け かけつけサービス』が提供されており、携帯のGPS位置情報を利用し、子どもの位置把握・親への連絡・警備員駆けつけ（要依頼）等を行っていたが、新規受付を2014年7月末で終了している。（サービスは2017年7月末まで継続予定）

## 対応サービス
| 主な対応サービス                                         | 主な対応サービス                               | 主な対応サービス                       | 主な対応サービス             |
| -------------------------------------------------------- | ---------------------------------------------- | -------------------------------------- | ---------------------------- |
| タッチパネル                                             | FOMAハイスピード                               | Bluetooth                              | DCMX／おサイフケータイ       |
| iアプリオンライン／地図アプリ                            | 直感ゲーム／メガiアプリ                        | iウィジェット                          | マチキャラ／iコンシェル      |
| ホームU／ポケットU                                       | GPS／オートGPS／ケータイお探し                 | デコメール／デコメ絵文字／デコメアニメ | iチャネル                    |
| テレビ電話／キャラ電                                     | ケータイデータお預かりサービス                 | フルブラウザ                           | おまかせロック／バイオ認証   |
| 外部メモリーにアプリ移行／ユーザーデータ一括バックアップ | トルカ\|iC通信／iCお引越しサービス             | きせかえツール／ダイレクトメニュー     | バーコードリーダ／名刺リーダ |
| 2in1                                                     | エリアメール／ソフトウェアアップデート自動更新 | GSM／3Gローミング（WORLD WING）        | 着うたフル／うた・ホーダイ   |
| Music&Videoチャネル／ビデオクリップ                      | デジタルオーディオプレーヤー(AAC)(WMA)         | iメロディ・着信メロディ ／SMAF対応     | メロディ／パターン           |

## 歴史
HW-02Cに続いて販売された子供向け携帯電話である。HW-02Cではジャケット交換によって実現されていたカラーバリエーションは本体固定となり、ピンク・黄色・青の3色が展開された。防犯ブザーの取っ手は下から上に変更され、下部にはストラップホールが備えられている。HW-02Cでは定型文しか入力できなかったSMSは自由に文字を書き込めるようになり、液晶ディスプレイの大画面・高解像度化や耐衝撃・ハードコートのボディ、防水・防塵に対応するなどHW-02Cの発展型となっている。